# Kościół w Cieszynie (kaplica)
Kościół w Cieszynie – rzymskokatolicki kościół filialny parafii pw. Chrystusa Króla w Biesiekierzu, należący do dekanatu Mielno, diecezji koszalińsko-kołobrzeskiej, metropolii szczecińsko-kamieńskiej, w Cieszynie, w województwie zachodniopomorskim.

## Historia
Kościół został wybudowany w XIV w., a następnie odrestaurowany w XIX w. Ruiny dawnej świątyni zostały przekazane parafii w Biesiekierzu 13 grudnia 1973 r. 
Od tego czasu odbudowano wyłącznie wieżę, która aktualnie stanowi kaplicę.